# Fred Kaltenbach
Frederick W. Kaltenbach (* 29. März 1895 in Dubuque, Iowa; † Oktober 1945 vermutlich im Speziallager Nr. 2 in Buchenwald) war ein US-amerikanischer Lehrer und Radiopropagandist des Großdeutschen Rundfunks.

## Leben in den USA
Kaltenbach war der älteste Sohn eines presbyterianischen Metzgers, der vier Jahre zuvor aus Deutschland eingewandert war. Er wuchs in Waterloo auf. Nach seinem Highschool-Abschluss unternahm er mit seinem Bruder Gustav eine Fahrradreise durch Deutschland. Im August 1914 wurden beide mit Kriegsbeginn als spionageverdächtig verhaftet und bis zum Dezember festgehalten. Mit Hilfe eines Kongressabgeordneten aus Iowa gelang es der Familie, die Freilassung zu erwirken.
Kaltenbach nahm danach ein Studium am Grinnell College in Grinnell, Iowa, auf. Er wurde wegen seiner Deutschenfreundlichkeit sowie seines Habitus the Kaiser genannt und galt als begabter Redner und Debattierer. Aus finanziellen Gründen arbeitete er nebenbei als Portier. Im Rahmen amerikanischer Kriegsvorbereitungen war er Mitglied einer der drei militärischen Einheiten von Grinnell und trat am 10. Juni 1918 in die U.S. Army ein. Aufgrund seiner Bildung und studentischen Militärtrainings wurde er als second lieutenant der Küstenartillerie der Armee in Fort Tilden, New York, stationiert und nach dem Kriegsende im April 1919 demissioniert. Kurz darauf wurde er Mitglied der Amerikanischen Legion und der Feldartilleriereserve in Waterloo, welches er bis 1936 blieb.
1920 erwarb Kaltenbach einen B.A. am Iowa Teacher’s College, heute UNI, in Cedar Falls. Nachdem er sieben Jahre als Farm-Sachverständiger gearbeitet hatte, wurde er Lehrer für amerikanische Geschichte in Manchester (Iowa). 1931 wechselte er als Lehrer für Ökonomie, Handelsrecht und Geschichte an die Dubuque Senior High School. Er lebte in einem YMCA-Gebäude, deren Ortspräsident er war, lernte nachts französisch und graduierte in Sommerkursen 1939 als Master of Arts an der University of Chicago.

### Promotion und Rückkehr
1933 erhielt er das Angebot zur Promotion an einer Berliner Universität und wurde für zwei Jahre freigestellt. Nachdem er in den USA die Nachkriegszeit, Hyperinflation und die Auswirkungen der Großen Depression erlebt hatte, war er in Deutschland von den Versprechen, die die Hitler-Regierung gab, beeindruckt. „Überall gab es Arbeitslosigkeit und in den Industriegebieten waren alle (Arbeiter) Kommunisten, während Juden in Luxus lebten. Dann kam Hitler und gab den deutschen Menschen einen neuen Lebensvertrag (lease on life)“, schrieb er.
1935 kehrte Kaltenbach nach Dubuque zurück und formierte im Herbst eine Studentengruppe, die sich Militant Order of Spartan Knights nannte. Zwar angelehnt an das Schulmaskottchen, hatte die Vereinigung dennoch Züge der deutschen Hitlerjugend: Es gab Initiationsrituale, braune, militärähnliche Uniformen und Wochenendwanderungen. Nach einer Aussprache mit der Amerikanischen Legion trat Kaltenbach als Kommandeur der Gruppe zurück und gelobte Besserung. Der Schulvorstand verbot danach die Gruppe und löste seinen Arbeitsvertrag zum Juni 1936 auf.

## Deutschland
Nach seiner Entlassung kehrte Kaltenbach als freiberuflicher Schriftsteller und Übersetzer nach Deutschland zurück. Er arbeitete für den Deutschen Kurzwellensender des Propagandaministeriums und verfasste eine umfangreiche Monografie mit dem Titel „Self-Determination dealing with the controversial territorial settlements of the 1919 Treaty of Versailles“ (Selbstbestimmung und die strittigen territorialen Festlegungen des Versailler Vertrages von 1919). Als deutscher Ultranationalist wurde er Unterstützer der Nationalsozialisten.
Gegen Ende seiner Studien heiratete er im Februar 1939 Dorothea Peters, die aus einer Familie alter Militärs stammte. Sie arbeitete als Sekretärin für eines der Flugsport-Journale des Luftwaffen-Oberbefehlshabers Hermann Göring und hatte Kontakte zur NSDAP. Kaltenbach wurde, wie auch weitere Amerikaner (Mildred Gillars, Otto Koischwitz, Douglas Chandler, Robert Best), für die USA-Sektion des Deutschen Kurzwellensenders als Rundfunkredakteur angestellt. Dieser hatte 250 Mitarbeiter, die täglich 126 Stunden Propaganda in 14 Sprachen über 10 Kurzwellenkanäle von Zeesen aus sendeten.
Auf Kosten des Propagandaministeriums verbrachte das Paar seine Hochzeitsreise in den USA und hielt sich bis Mai 1939 dort auf. Kaltenbach besuchte seine Brüder, die Kirchenmitarbeiter und Highschool-Lehrer waren, und nutzte mehrere Gelegenheiten um in Rotary Clubs und vor Studenten über den Nationalsozialismus, die Okkupation des Rheinlandes (1936) und den Anschluss Österreichs von 1938 zu sprechen. Dabei erklärte er „dass Deutschland, wenn es das will, den Polnischen Korridor und die Stadt Danzig übernehmen werde“. Kaltenbach wurde offen als Agent bezeichnet, erhielt aber auch Zustimmung. Obwohl sie den Sommer in Iowa verbringen wollten, begab sich das Paar in Vorbereitung des Überfalls auf Polen, der am 1. September 1939 begann, auf die Heimreise.

### Propagandaradio
Kurz vor Kriegsanfang begann Kaltenbach, viermal wöchentlich Propaganda des deutschen Rundfunks für Amerikaner zu senden. Bis Anfang November 1939 hatte er genug über sich erzählt, so dass der Foreign Broadcast Intelligence Service of the Federal Communications Commission (FBIS/FCC) ihn identifizieren konnte. Letzte Zweifel räumte Kaltenbach selbst aus, indem er auf einer Postkarte an den Waterloo Daily Courier auf seine Sendungen hinwies.
Eine ab April 1940 nötige Visum-Verlängerung lehnte das State Department mit Hinweis auf seine Tätigkeit für eine fremde Regierung ab.
Kaltenbach sprach mit seinem Mid-west-Akzent in der Sendung „Letters to Iowa“ diese Bevölkerungsgruppe besonders an, da sie für isolationistischer als andere US-Amerikaner gehalten wurde. Winston Churchill nannte er einen „Roly-poly Windsy“ (etwa: pummliger Windbeutel) und Arthur Neville Chamberlain den „Umbrella Man“; die BBC war die „Bullitt-biddle Corporation Atrocity Manufacturers Unlimited“ (Mix aus: Stier/Geschoss-herummachende Gesellschaft-unbegrenzter Gräuelpropagandaproduktion). Er forderte die Hörer auf, dem „Britischen Löwenbändigerclub“ beizutreten, der offen ist für „Fernostler, Iren, Japaner und alle anderen Gegner britischer Hegemonie“. Die Briten nannten ihn bald, in Anlehnung an Lord Haw-Haw für William Joyce, Lord Hew-Haw. Nach US-Schätzung hörten etwa 150–300.000 Amerikaner den deutschen Kurzwellensender. Amerikanische Zeitungen und Radiomagazine brachten Programmhinweise.

### US-Ermittlungen
Im Oktober 1941 legten FIS/COI Franklin Roosevelt eine Studie über das Berliner Propagandaradio vor. Bis zum amerikanischen Kriegseintritt am 11. Dezember 1941 waren die Aktivitäten Kaltenbachs und anderer nicht illegal, da sie der Redefreiheit unterlagen, danach galten sie als Landesverrat, auch wenn die Propagandisten versucht hatten, die USA an der Kriegsteilnahme zu hindern.
Ende 1942 begann J. Edgar Hoover (FBI) auf Anweisung des Generalstaatsanwalts Francis Biddle eine Untersuchung des Falles. Kaltenbachs familiäres Umfeld wurde sondiert, 126 Radio-Mitschnitte der FBIS ausgewertet und eine 500-seitige Akte angelegt. Das FBI schrieb als Fan-Post getarnte Anfragen nach Berlin, die Kaltenbach ahnungslos ausführlich beantwortete.
Am 26. Juni 1943 wurde er zusammen mit acht anderen Propagandisten in den USA des Landesverrats angeklagt. Zwecks Verhaftung wurden die Daten der Beklagten dem OCI, dem Criminal Investigation Corps (CIC) der 12. Armee und der Psychological Warfare Division (PWD/SHAEF) zugestellt. Letztgenannte ergänzten damit ihre eigene Liste, die zuletzt, neben 45 Briten, 141 der Kollaboration verdächtige US-Amerikaner enthielt.
Die BBC berichtete über die Anklage. Am 30. Juli 1943 antwortete Kaltenbach über Radio: „Ich nehme an, technisch gesehen bin ich des Landesverrates schuldig, des Verrats an Roosevelt und seiner Kriegstreiber, aber nicht gegenüber dem amerikanischen Volk.“
Als Folge der geringen Wirkung der Propagandasendungen sendete Zeesen nicht mehr so häufig. Bis Anfang 1945 war Kaltenbach allerdings noch zu hören. Auch verweigerte er nun monatelang die Mitarbeit und bekam Asthma- und Herzprobleme.
Am 15. Mai 1945 suchten CIC-Offiziere Kaltenbachs Berliner Wohnung auf, um ihn festzunehmen, allerdings war ihnen der sowjetische KGB bereits zuvorgekommen. Die Amerikaner erbaten eine Überstellung. Ein repatriierter Kriegsgefangener erklärte, Kaltenbach im sowjetischen Speziallager Nr. 2 in Buchenwald gesehen zu haben. Im Juni 1946 bestätigten die Sowjets, ihn zu haben und bald zu entlassen, teilten aber später mit, dass er im Oktober 1945 in einem Gefangenenlager verstorben sei (sein Name ist jedoch in den auf russischen Unterlagen beruhenden Totenlisten der Speziallager nicht verzeichnet). Am 13. April 1948 schloss der U.S. District Court Columbia die Akte.